# Verbascum leptostachyum
Verbascum leptostachyum är en flenörtsväxtart som beskrevs av Dc.. Verbascum leptostachyum ingår i släktet kungsljus, och familjen flenörtsväxter. Inga underarter finns listade i Catalogue of Life.